# Сербіненко Наталія Олександрівна
Ната́лія Олекса́ндрівна Сербіне́нко (* 1959) — радянська та українська легкоатлетка, спеціалізувалася в спортивній ходьбі, майстер спорту СРСР міжнародного класу (1982).

## З життєпису
Народилася 1959 року в Новосибірську. З 1976-го тренувалася у заслуженого тренера РРФСР Олександра Нікітіна: біг га 800 й 1500 метрів, від 1980-го — спортивною ходьбою. Того ж року в Житомирі виконала норматив майстра спорту. Зайняла 5-ту позицію на змаганнях за призи журналу «Спортивная жизнь России» та на чемпіонаті РРФСР й ВЦСПС.
Від 1981 року — в складі збірної СРСР. В іспанській Валенсії на Кубку світу зі спортивної ходьби стала переможницею у командному заліку та посіла 10-ту сходинку в особистій першості. Здобула бронзову нагороду на зимовому чемпіонаті СРСР, срібну медаль на Кубку СРСР в Кишиневі та на Меморіалі Знаменських й літньому чемпіонаті СРСР в Ленінграді. На командному чемпіонаті світу зі спортивної ходьби-1981 — 10-та позиція.
1982-го виконала норматив майстра спорту міжнародного класу — в місті Орел посіла першу сходинку на Чемпіонаті РРФСР. Зайняла 4-ту сходинку на Кубку СРСР в Черкасах, здобула срібну нагороду на чемпіонаті СРСР в Києві, золоту медаль на змаганнях за призи журналу «Спортивная жизнь России».
1983 року закінчила Новосибірський державний медичний університет — лікар-терапевт. Здобула срібні нагороди на Кубку світу в норвезькому Бергені та на командному чемпіонаті світу зі спортивної ходьби-1983.
Під час Чемпіонату СРСР з легкої атлетики-1984 встановила краще світове досягнення в ходьбі на 5 кілометрів по шосе серед жінок — 22.13,8.
На Літній Універсіаді-1985 була третьою. На Командному чемпіонаті світу зі спортивної ходьби-1985 була 9-ю. На Чемпіонаті СРСР з легкої атлетики-1985 — бронзова нагорода (10000 метрів; представляла команду «Буревісник» (Донецьк).
На Командному чемпіонаті світу зі спортивної ходьби-1987 посіла 8-му позицію.
На Командному чемпіонаті світу зі спортивної ходьби-1989 посіла 4-ту сходинку. Того ж року виборола срібні нагороди на Чемпіонаті СРСР з легкої атлетики в приміщенні-1989 на дистанції 3000 метрів та на Зимовому чемпіонаті СРСР зі спортивної ходьби на дистанції 10 кілометрів.
Бронзова призерка Чемпіонаті СРСР з легкої атлетики в приміщенні-1990 — спортивна ходьба на 3000 метрів.
Виборола срібну нагороду на Чемпіонаті України з легкої атлетики в приміщенні-1993. Брала участь в Командному чемпіонаті світу зі спортивної ходьби-1993.
Кращі результати:
- біг на 800 м — 2.13,7
- ходьба 5 км — 22.13,8
- ходьба 10 км — 45.25,2.